# Zelotes laghmanus
Zelotes laghmanus är en spindelart som beskrevs av Roewer 1961. Zelotes laghmanus ingår i släktet Zelotes och familjen plattbuksspindlar.
Artens utbredningsområde är Afghanistan. Inga underarter finns listade i Catalogue of Life.